# Kodiak (groupe)
Pour les articles homonymes, voir Kodiak.
 (février 2025).
Si vous disposez d'ouvrages ou d'articles de référence ou si vous connaissez des sites web de qualité traitant du thème abordé ici, merci de compléter l'article en donnant les références utiles à sa vérifiabilité et en les liant à la section « Notes et références ».
Kodiak est un groupe de musique québécois.

## Biographie
Lauréat du Festival International de la Chanson de Granby en 2002, Kodiak se révèle au grand public en 2004 avec la parution de son premier disque "Pour y voir clair". Avec son deuxième et nouvel album "La Mécanique", Kodiak s’affranchit en bonne partie de ses origines hip-hop au profit d’inspirations héritées de la chanson et des musiques du monde, le tout métissé de folk-rock et de reggae. Sans se départir de l’esprit festif et de l’énergie qui la caractérise, la formation gagne en maturité avec un son original et des textes qui se veulent scruter la nature humaine en traitant de ses travers et de sa réalité parfois paradoxale. Selon l’auteur Francois Grégoire : « Ce fut un long processus avant de s’entendre sur une méthode de travail qui allait nous permettre de composer ce nouvel album… presque quatre ans ! Trouver une direction artistique est une tâche ardue dans un collectif de huit personnes issues d’univers musicaux distincts avec des idées et des attentes différentes. Nous avons décidé de revenir à la base et à ce qui a toujours fait notre force : les textes et les mélodies. » En travaillant en petit comité (François Grégoire au chant, Félix-Antoine Couturier à la composition, guitare et banjo, Jonathan Gauthier à la basse), Kodiak a su établir un fil conducteur entre les différentes chansons de l’album, tant sur le plan musical qu’au niveau des textes. La collaboration du réalisateur français Laurent Jaïs (Amadou et Mariam, Mano Negra, Babylon Circus) a permis de concevoir une enveloppe sonore chaleureuse, juste équilibre entre pièces acoustiques (Réverbères, Derrière un sourire) et pièces électriques (Angle mort, Bombay). Grâce à l’apport de tous les membres de la famille (Maxime Viens à la batterie, Valérie Daure et Mélissa Mathieu aux chœurs et aux voix, Doriane Fabreg au chant sur Derrière un sourire, Maxime Audet Halde au Lapsteel guitare/Pédale-steel, Martin Lizotte au piano), "La Mécanique" s’impose comme le disque le plus accompli de Kodiak.
Après "La Mécanique" paru en 2008, Kodiak présente son troisième album intitulé "L’échine en Quatre". Cette fois c’est Félix-Antoine Couturier, guitariste du groupe, qui signe la réalisation. Épaulé par Sébastien Blais-Montpetit (Radio-Radio, Caracol) ainsi que par le reste du groupe, François Grégoire (voix), Jonathan Gauthier (basse) et Maxime Viens (batterie). L’album sera disponible via les Disques "Indica" le 24 avril prochain.
Sur ce nouvel album, on retrouve certes les grooves qui ont fait la marque du band mais passant cette fois à une signature plus mature tant dans les thèmes abordés que dans les arrangements. « Le poids d’une vie qui pèse sur nos épaules peut parfois finir par nous plier l’échine en quatre ». C'est avec cet état d’esprit que s’écrit L’échine en quatre, un album qui se veut une brèche sur une facette plus intime de la vie des membres de Kodiak, dépeignant les états d’âme d'une vie passée à jongler entre travail, famille, amour et musique.
Ce changement apparaît aussi dans les arrangements qui laissent désormais un peu plus de place aux envolées de guitares électriques ainsi qu’aux nuances. Toujours dans l'optique de renouveler sa créativité, le nouvel album de Kodiak affiche un côté folk/blues, notamment avec le son d'harmonica de Paul Cargnello. Par moments, ce sont les influences rock qui laissent transparaître l'origine des musiciens, alors qu'à d'autres c'est le côté dub/vintage dans le grain des voix qui ne peut trahir celles du chanteur. Le duo S. Blais-Montpetit et F. Couturier a prouvé son efficacité en studio en enrichissant les mélodies brutes des compositions originales de Grégoire pour les porter vers une réalisation éclatée. Le groupe a su s'approprier les compositions qui n’étaient au départ que quelques esquisses composées en petit comité.
Avec une formation de base à quatre musiciens, Kodiak propose une formule passe-partout mariant folk, rock et reggae en un son qui leur est propre.

## Discographie

### Pour y voir plus clair (2004)
1. Personne
2. Donne un peu
3. Tafia
4. Dans l'club
5. Hey Hey
6. Paradis
7. Froide
8. ...Dérive
9. La vérité
10. Boom Bap Bip
11. Un jour normal
12. Fatalité
13. Reality Check
14. Tellement de problème

### La mécanique (2008)
1. Réverbères
2. Angle mort
3. Fiasco
4. Bombay
5. Zombies
6. Calamité
7. S.V.P.
8. Derrière un sourire
9. L'exil
10. Tonnes de victimes
11. Pour ça
12. Mécanisme
13. L'horreur est humaine

### L'Échine en quatre (2012)
1. 100 remords
2. La gâchette
3. Silence
4. Tout est parfait
5. Le monde est petit
6. Parapluie
7. Les couteaux
8. Soleil
9. Slow motion
10. Roulette russe
11. Ligne de front
12. Bière tablette

### L'auteur des chansons
François Grégoire est né le 21 février 1977 et a commencé à écrire des chansons à l'âge de 12 ans. Quelques années plus tard, il forme le groupe Kodiak.